# Gallipolis
Gallipolis ist ein Village am Ohio River im Südosten des amerikanischen Bundesstaates Ohio. Es ist County Seat von Gallia County. Bei der Volkszählung von 2000 hatte der Ort knapp 4200 Einwohner, ein Rückgang von 18 % seit 1990, als der Ort noch knapp 5100 Einwohner hatte. Orte mit weniger als 5000 Einwohnern verlieren in Ohio den Status als City und zählen dann wieder als Dorf (Village), allerdings gilt in Gallipolis verwaltungstechnisch weiterhin das Stadtrecht. Gallipolis ist somit ein Chartered Village.
In Gallipolis befinden sich eine Reihe von denkmalgeschützten Gebäuden und Gebäudeensembles. Das 1819 erbaute dreistöckige Our House wurde 1970 in das National Register of Historic Places (NRHP) aufgenommen, und wird heute von der Ohio Historical Society als Museum betrieben. 1978 wurde der Wasserturm des Ohio Hospital For Epileptics im NHRP unter Denkmalschutz gestellt. 1980 wurde das historische Zentrum als Gallipolis Public Square and Garden Lots Historic District in das NRHP aufgenommen, 2001 wurde dieser denkmalgeschützte Bereich um mehrere Blocks erweitert, und heißt nun Gallipolis Historic District. Das Haus Gatewood des Kolumnisten O. O. McIntyre wurde 1986 unter Denkmalschutz gestellt.

## Geschichte
Gallipolis wurde 1790 von französischen Siedlern gegründet, die von der Scioto Company für 20 Guineen pro Person die Schiffspassage sowie Grund und Boden in Ohio erworben hatten. Als die Siedler ankamen, stellte sich heraus, dass die Scioto Company statt Grundeigentum nur eine Kaufoption besessen hatte, und statt einer Siedlung nur primitive Hütten errichtet waren. Kurz darauf ging die Scioto Company bankrott, und die Kaufoption verfiel – das Land gehörte wieder ganz der Ohio Company. Nach mehreren Jahren war die Zahl der Siedler in Gallipolis durch Krankheit, Abwanderung und gewaltsamen Tod im Zuge der Indianerkriege stark dezimiert. 1792–93 war die Siedlung durch Indianerstämme eingeschlossen. 1794 gelang schließlich der Erwerb von 912 Acres für 1100 Dollar von der Ohio Company. 1795 wurden den Siedlern vom US-Kongress weitere 20.000 Acres als Entschädigung zugesprochen.
In Gallipolis befand sich die 1928 erbaute Silver Bridge über den Ohio River, die den Ort mit Point Pleasant in West Virginia verband. 1967 stürzte die Brücke ein, wobei 46 Menschen starben. 1969 wurde als Ersatz für die eingestürzte Brücke die Silver Memorial Bridge errichtet.

## Persönlichkeiten
- Samuel Finley Vinton (1792–1862), Abgeordneter im US-Kongress von 1823 bis 1837 und von 1843 bis 1851. Nach ihm ist der nahegelegene Vinton County benannt.
- Robert M. Switzer (1863–1952), republikanischer Kongressabgeordneter
- O. O. McIntyre (1884–1938), Kolumnist und Buchautor
- Bob Evans (1918–2007), Unternehmer und Gründer der Restaurantkette Bob Evans Restaurants
- Skip Battin (1934–2003), Countryrock-Sänger und -Bassist
- Brereton Jones (1939–2023), demokratischer Gouverneur von Kentucky 1991–1995
- Frank Cremeans (1943–2003), Unternehmer und republikanischer Kongressabgeordneter
- Geoffrey D. Miller (* 1949), General der US Army, kommandierte 2002 die Joint Task Force Guantanamo und ab 2004 das Abu-Ghuraib-Gefängnis
- Jenny Holzer (* 1950), Konzeptkünstlerin
- Lionel Cartwright (* 1960), Countrymusiker